# 블링 링
《블링 링》(영어: The Bling Ring)은 2013년 공개된 소피아 코폴라 감독의 범죄 영화이다. 미국의 십대 7명이 2008년 10월부터 2009년 8월까지 유명인들의 빈집에 무단 침입해 절도 행각을 벌인 실화에 바탕하였다.
2013년 5월 16일 제66회 칸 영화제 주목할 만한 시선에서 최초 상영되었으며, 2013년 6월 14일 미국에서 A24에 의해 제한 상영으로 개봉한 뒤 일주일 후 와이드 릴리스되었다.

## 줄거리
캘리포니아주 어고라힐스의 한 고등학교에 다니게 된 마크는 유명인들에게 열광하는 리베카 무리와 어울리게 된다. 이들은 린지 로언, 패리스 힐턴, 오드리나 패트리지, 메건 폭스, 올랜도 블룸과 여자친구 미란다 커, 레이철 빌슨 등 연예인들이 집을 비울 시간대와 주소를 인터넷으로 알아내고 함께 빈집을 턴다. 할리우드힐스 연속 절도가 언론에 보도되면서 이들 무리는 "블링 링"이란 명칭을 얻는다.

## 출연
- 이즈리얼 브루사드 - 마크 홀 역
- 케이티 장 - 리베카 안 역
- 에마 왓슨 - 니컬렛 "니키" 무어 역
- 타이사 파미가 - 샘 무어 역
- 클레어 줄리언 - 클로이 테이너 역
- 칼로스 미란다 - 로버트 "롭" 허낸데즈 역
- 개빈 로즈데일 - 리키 역
- 레슬리 맨 - 로리 무어 역
- 에린 대니얼스 - 섀넌 역
- 홀스턴 세이지 - 어맨다 역
- 마이카 먼로 - 해변의 여성 역
- 로건 밀러 - 파티 참석자 역
- 패리스 힐턴 - 본인 역
- 커스틴 던스트 - 본인 역

## 기타 제작진
- 총괄 제작: 에밀리오 디에스 바로소, 폴 라삼, 프레드 루스
- 섭외: 니콜 대니얼스, 코트니 샤이닌
- 미술: 앤 로스
- 세트: 세라 파크스
- 의상: 스테이시 버탓